# Bahnhof Takasaki
Der Bahnhof Takasaki (jap. 高崎駅 Takasaki-eki) ist ein Bahnhof auf der japanischen Insel Honshū. Er wird gemeinsam von den Bahngesellschaften JR East und Jōshin Dentetsu betrieben, befindet sich in der Präfektur Gunma auf dem Gebiet der Stadt Takasaki und ist ein bedeutender Eisenbahnknoten. Unter anderem halten hier Shinkansen-Hochgeschwindigkeitszüge.

## Verbindungen
Takasaki ist ein Eisenbahnknoten, an dem sechs Strecken der Bahngesellschaft JR East aufeinandertreffen. Von überragender Bedeutung sind zwei Schnellfahrstrecken des Shinkansen-Hochgeschwindigkeitsnetzes. Die in Ōmiya beginnende Jōetsu-Shinkansen stellt von Tokio aus Verbindungen mit Nagaoka und Niigata her. Züge der Gattungen Toki und Tanigawa verkehren je nach Tageszeit zwei- bis viermal stündlich. Nördlich von Takasaki zweigt die gemeinsam mit JR West betriebene Hokuriku-Shinkansen ab, die durch die Japanischen Alpen nach Nagano, Kanazawa und Tsuruga führt. Ein- bis fünfmal stündlich halten hier Züge der Gattungen Asama und Hakutaka. In Richtung Tokio ergibt dies je nach Tageszeit zusammen zwei bis sieben Shinkansen-Verbindungen je Stunde.
Überwiegend dem beschleunigten Pendlerverkehr über mittlere Entfernungen in der Metropolregion Tokio dient die Takasaki-Linie, deren Züge ab Takasaki oder Bahnhof Shin-Maebashi nach Tokio fahren und dort zur Tōkaidō-Hauptlinie in Richtung Yokohama oder Atami verknüpft werden. Ergänzt werden sie durch Zugläufe der Shōnan-Shinjuku-Linie von Maebashi über Shinjuku nach Odawara. Die Shin’etsu-Hauptlinie führt nach Yokokawa, die Jōetsu-Linie nach Miyauchi und die Hachikō-Linie nach Hachiōji. Ebenso fahren ab Takasaki Züge auf Strecken, die einen anderen nominellen Endpunkt haben und bis hierhin durchgebunden werden. Es handelt sich um die Agatsuma-Linie nach Ōmae sowie um die Ryōmō-Linie nach Oyama. Außerdem beginnt hier die Jōshin-Linie, eine von der Bahngesellschaft Jōshin Dentetsu betriebene Nebenbahn nach Shimonita.
Takasaki ist ein bedeutender Knotenpunkt des lokalen, regionalen und überregionalen Busverkehrs, mit je einem Busterminal auf beiden Bahnhofsvorplätzen. Der größere steht an der Westseite und umfasst zehn Bussteige. An diesen halten über zwei Dutzend Linien des stadtischen Busbetriebs sowie der Gesellschaften Gunma Bus, Gunma Chūō Bus, Kan’etsu Kōtsū und Jōshin Kankō Bus. Fünf weitere Stadtbuslinien halten an der Ostseite; überwiegend dient dieser Busterminal jedoch den Fernbussen verschiedener Anbieter.

## Anlage
Der Bahnhof steht an der Grenze zwischen den Stadtteilen Yashimachō im Westen und Sakaechō im Osten. Dabei bildet Yashimachō zusammen mit angrenzenden Stadtteilen das eigentliche Stadtzentrum Takasakis, das von zahlreichen Hochhäusern sowie Hotels, Kaufhäusern und öffentlichen Einrichtungen geprägt ist. Sehenswürdigkeiten in der Nähe sind die Burg Takasaki, der Takasaki-Schrein, das städtische Kunstmuseum und das Gunma-Musikzentrum.
Die Anlage ist von Süden nach Norden ausgerichtet und umfasst 17 Gleise, von denen elf dem Personenverkehr dienen. Diese sind in drei Gruppen unterteilt. Auf dem Viadukt an der Ostseite liegen vier normalspurige Gleise für Shinkansen-Hochgeschwindigkeitszüge. Diese halten hier an zwei vollständig überdachten Mittelbahnsteigen. Etwa vier Kilometer nördlich des Bahnhofs zweigt die Hokuriku-Shinkansen von der Jōetsu-Shinkansen ab. In der Mitte der Anlage, teilweise unter dem Viadukt angeordnet, sind die Gleise des konventionellen Streckennetzes von JR East zu finden. Sie liegen an drei überdachten Mittelbahnsteigen, wobei der westlichste von ihnen als Zungenbahnsteig mit einem zusätzlichen Stumpfgleis konzipiert ist. Mehrere Gleise sind Güterzügen vorbehalten, die hier ohne Halt durchfahren. An der Westseite liegt der Kopfbahnsteig der Jōshin Dentetsu mit einem einzelnen stumpf endenden Gleis. Alle Teile sind durch einen zentralen Korridor in Form eines Reiterbahnhofs miteinander verbunden, der einerseits die Anlage überspannt und andererseits unter den Shinkansen-Gleisen hindurchführt. Der Zugang zu den Bahnsteigen erfolgt mittels Treppen, Rolltreppen und Aufzügen. Ganz im Süden, zugänglich von der Takasaki-Linie, steht ein viergleisiges Lokomotivdepot.
Auf beiden Seiten verfügt der Bahnhof über je ein Empfangsgebäude. Das größere steht an der Westseite, ist acht Stockwerke hoch und trägt den Namen Takasaki Monterey. Es enthält ein Kaufhaus mehrere zusätzliche Läden, ein Hotel. ein Radiostudio und eine begrünte Dachterrasse. Im Osten endet der zentrale Korridor im dreigeschossigen Gebäude E’Site Takasaki mit weiteren Läden und Einrichtungen der Stadtverwaltung. Von beiden Gebäuden aus führen brückenartige Fußgängerpassagen über die angrenzenden Vorplätze und Straßen hinweg, teilweise auch zu benachbarten Gebäuden.
Im Fiskaljahr 2019 nutzten durchschnittlich 32.160 Fahrgäste täglich den Bahnhof. Davon entfielen 17.867 auf das konventionelle JR-East-Schienennetz, 14.293 auf die Shinkansen und 3260 auf die Jōshin-Linie.

## Gleise

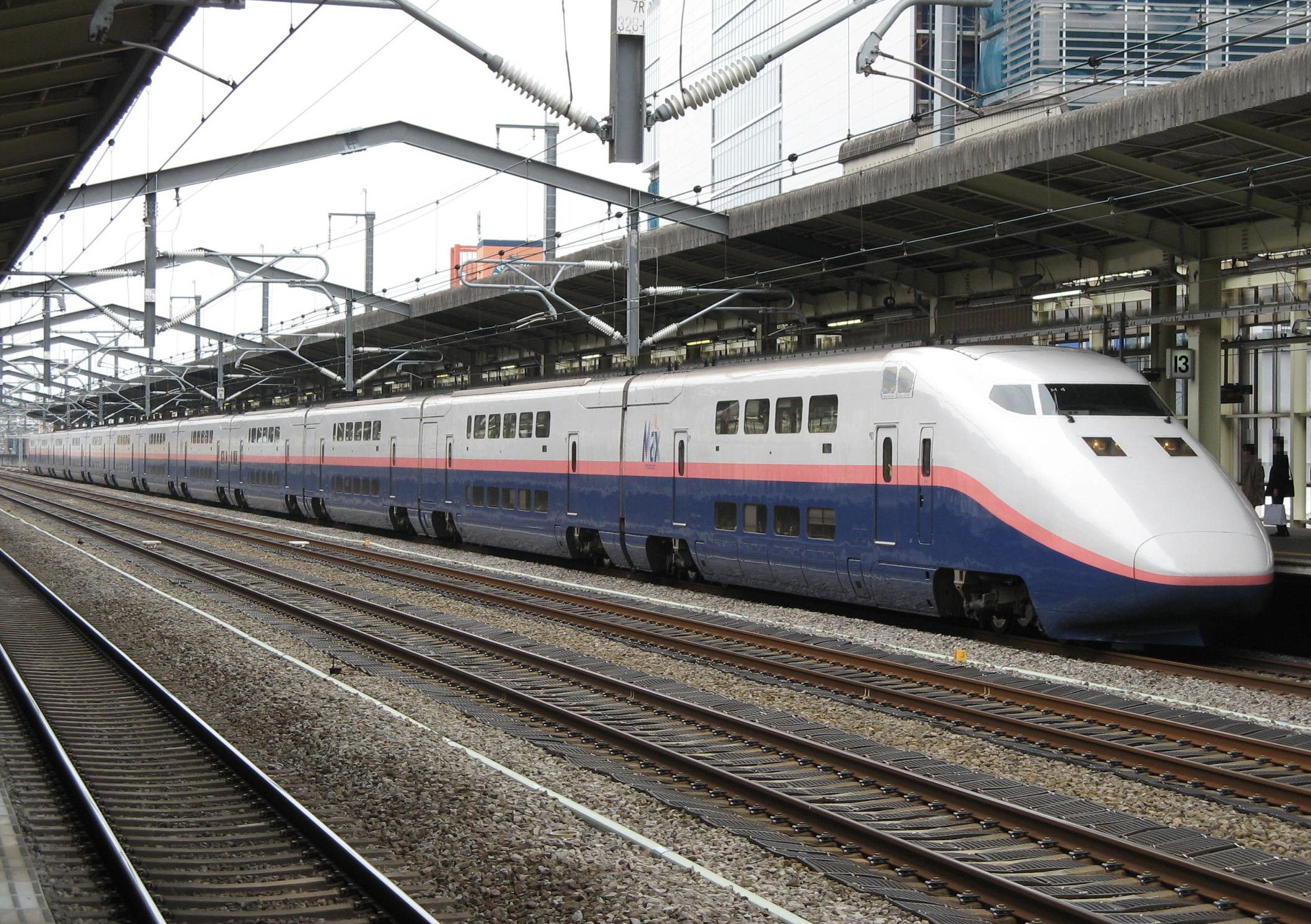
Triebzug der Shinkansen-Baureihe E1 in Takasaki

Jōshin Dentetsu
| 0 | ▉ Jōshin-Linie | Shimonita |

JR East
| 2/4   | ▉ Takasaki-Linie       | Ōmiya • Tokio • Yokohama • Odawara                 |
| 2/4   | ▉ Shōnan-Shinjuku      | Ōmiya • Shinjuku • Yokohama • Zushi                |
| 2/4   | ▉ Ryōmō-Linie          | Maebashi • Kiryū • Tochigi • Oyama                 |
| 3     | ▉ Hachikō-Linie        | Yorii • Komagawa                                   |
| 5/6   | ▉ Jōetsu-Linie         | Shin-Maebashi • Minakami • Echigo-Yuzawa • Nagaoka |
| 5/6   | ▉ Agatsuma-Linie       | Shibukawa • Minakami • Ōmae                        |
| 5/6   | ▉ Shin’etsu-Hauptlinie | Yokokawa                                           |
| 7/8   | ▉ Takasaki-Linie       | Ōmiya • Tokio • Yokohama • Odawara                 |
| 7/8   | ▉ Shōnan-Shinjuku      | Ōmiya • Shinjuku • Yokohama • Zushi                |
| 11/12 | ▉ Jōetsu-Shinkansen    | Nagaoka • Niigata                                  |
| 11/12 | ▉ Hokuriku-Shinkansen  | Nagano • Toyama • Kanazawa • Tsuruga               |
| 13/14 | ▉ Jōetsu-Shinkansen    | Ōmiya • Tokio                                      |
| 13/14 | ▉ Hokuriku-Shinkansen  | Ōmiya • Tokio                                      |

## Bilder

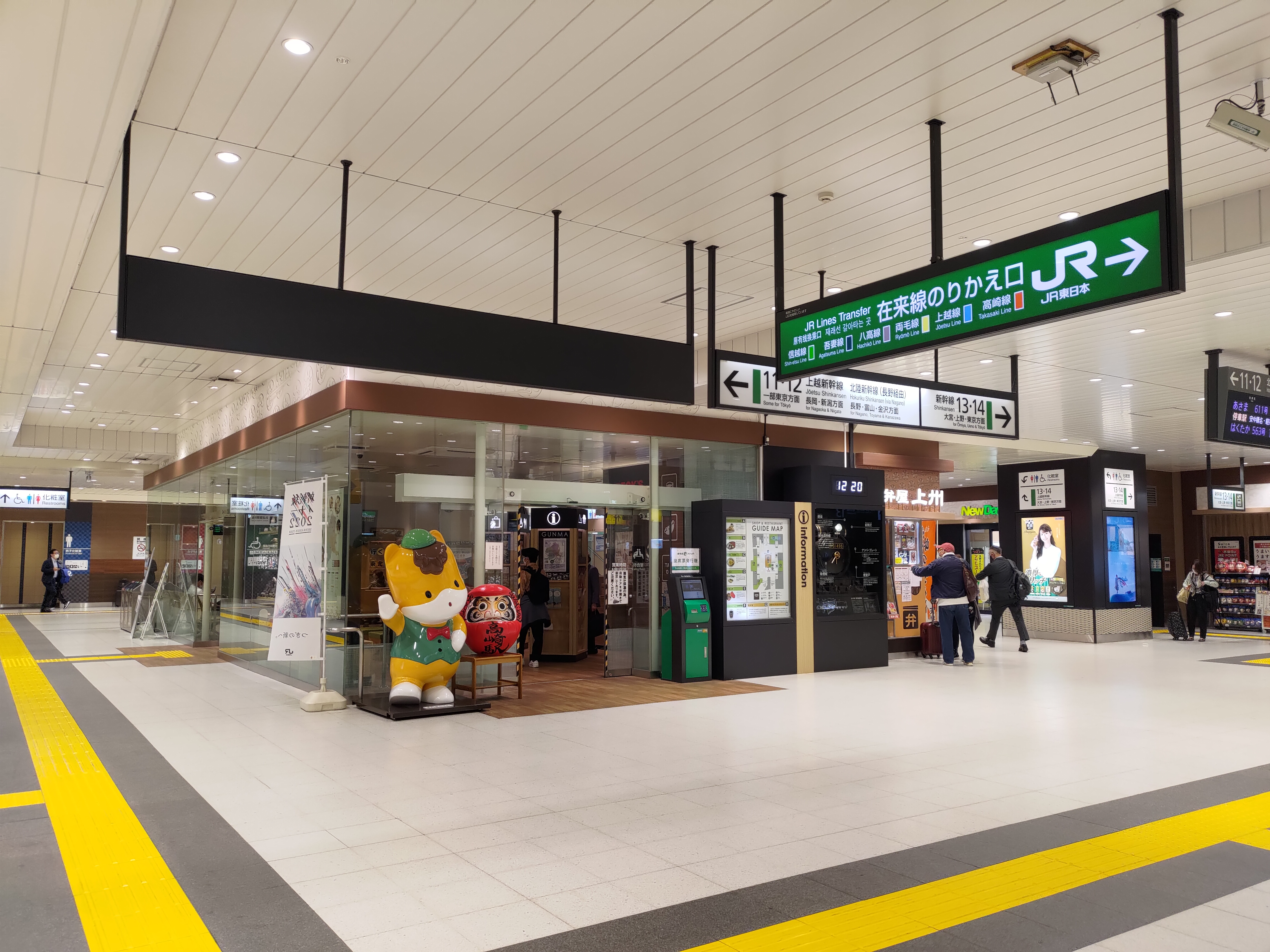
Haupthalle
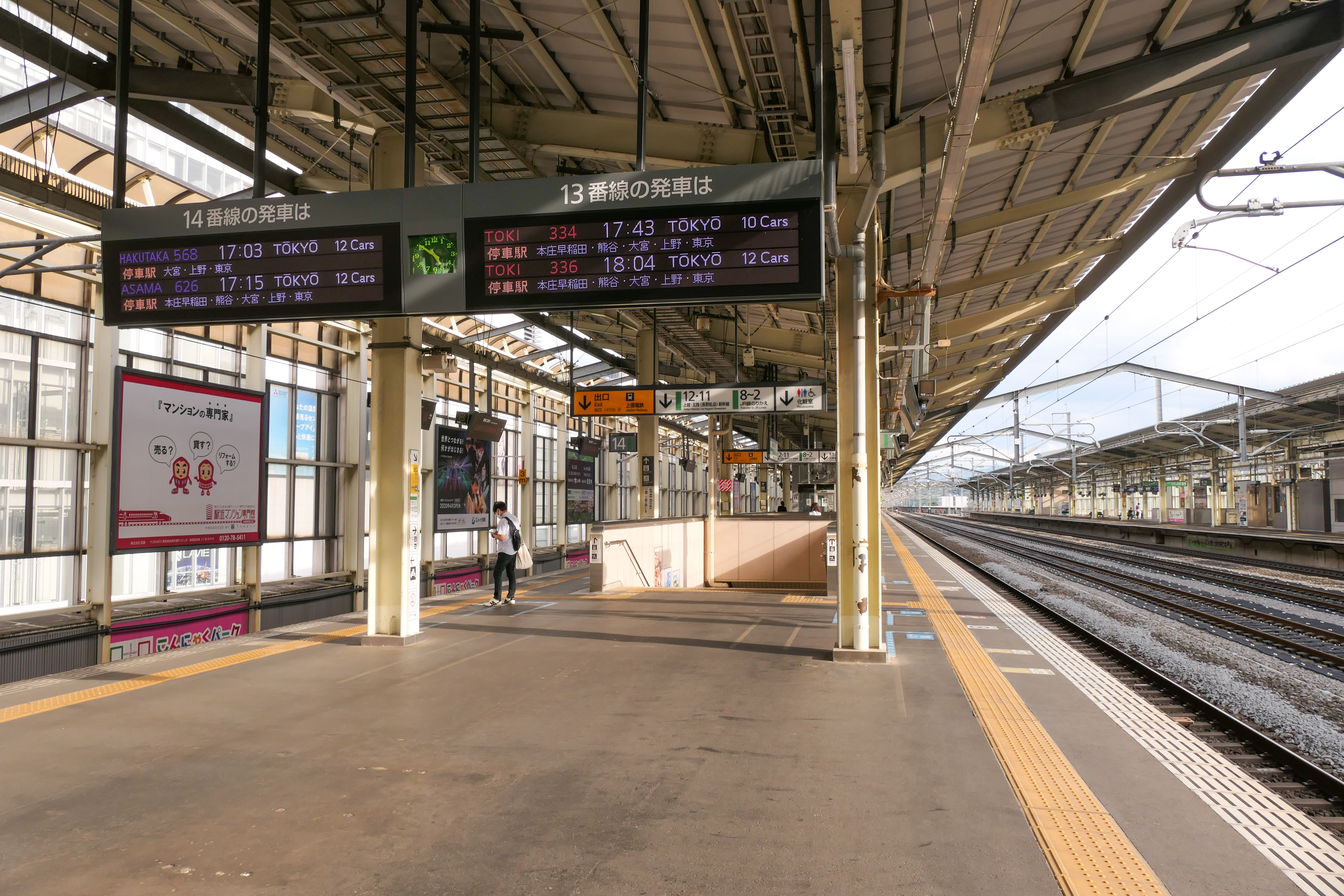
Shinkansen-Bahnsteig (Gleise 13/14)
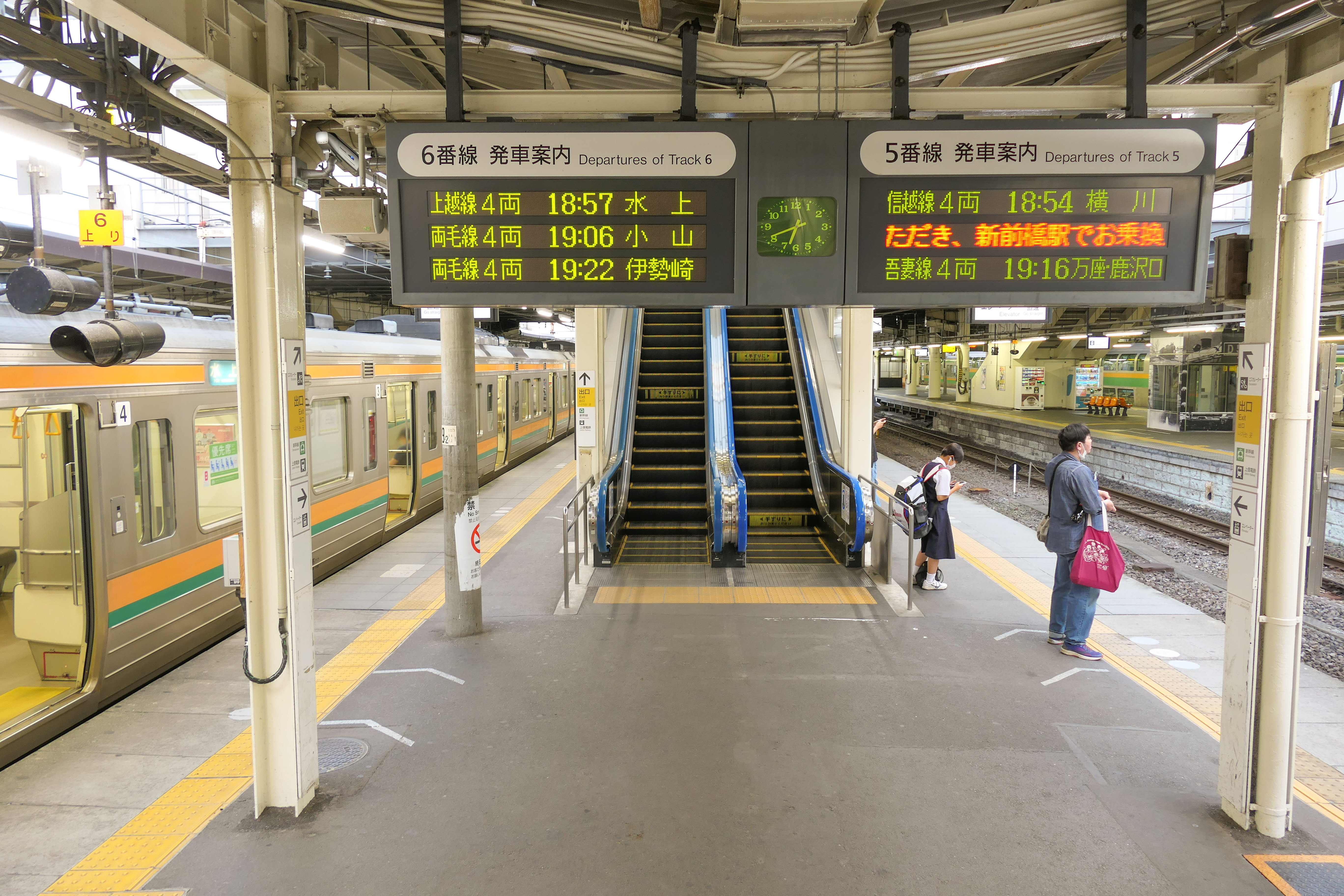
Bahnsteig (Gleise 5/6)
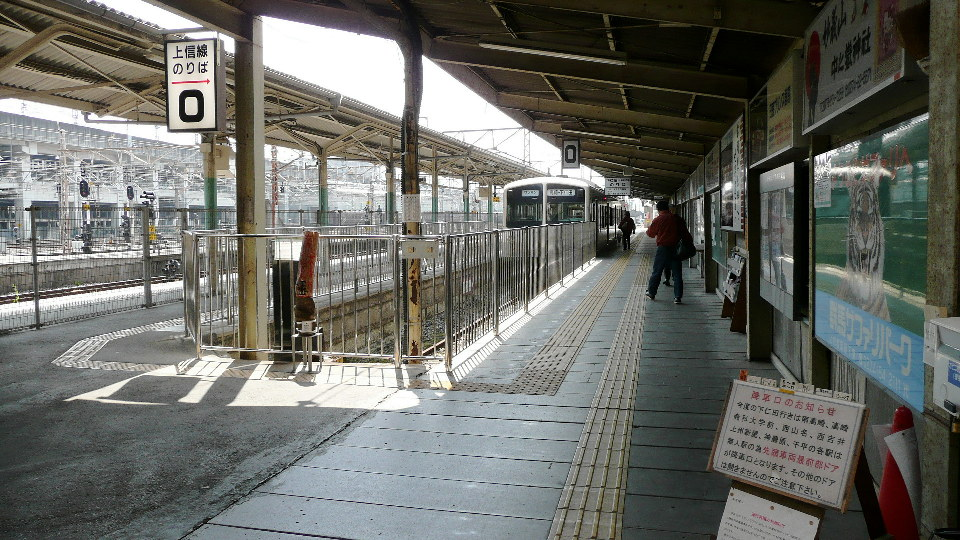
Kopfbahnsteig der Jōshin-Linie
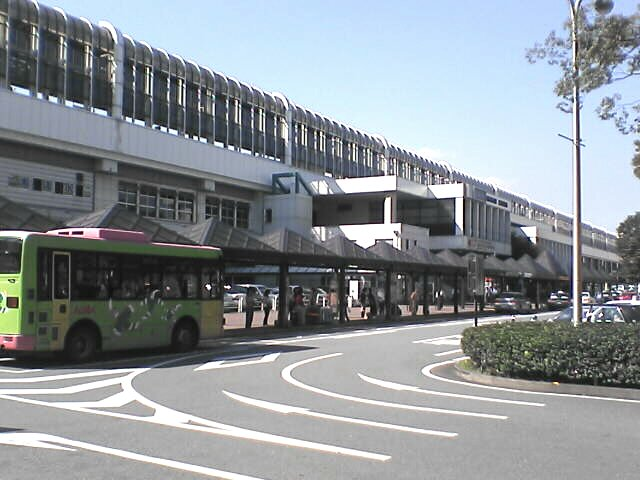
Osteingang
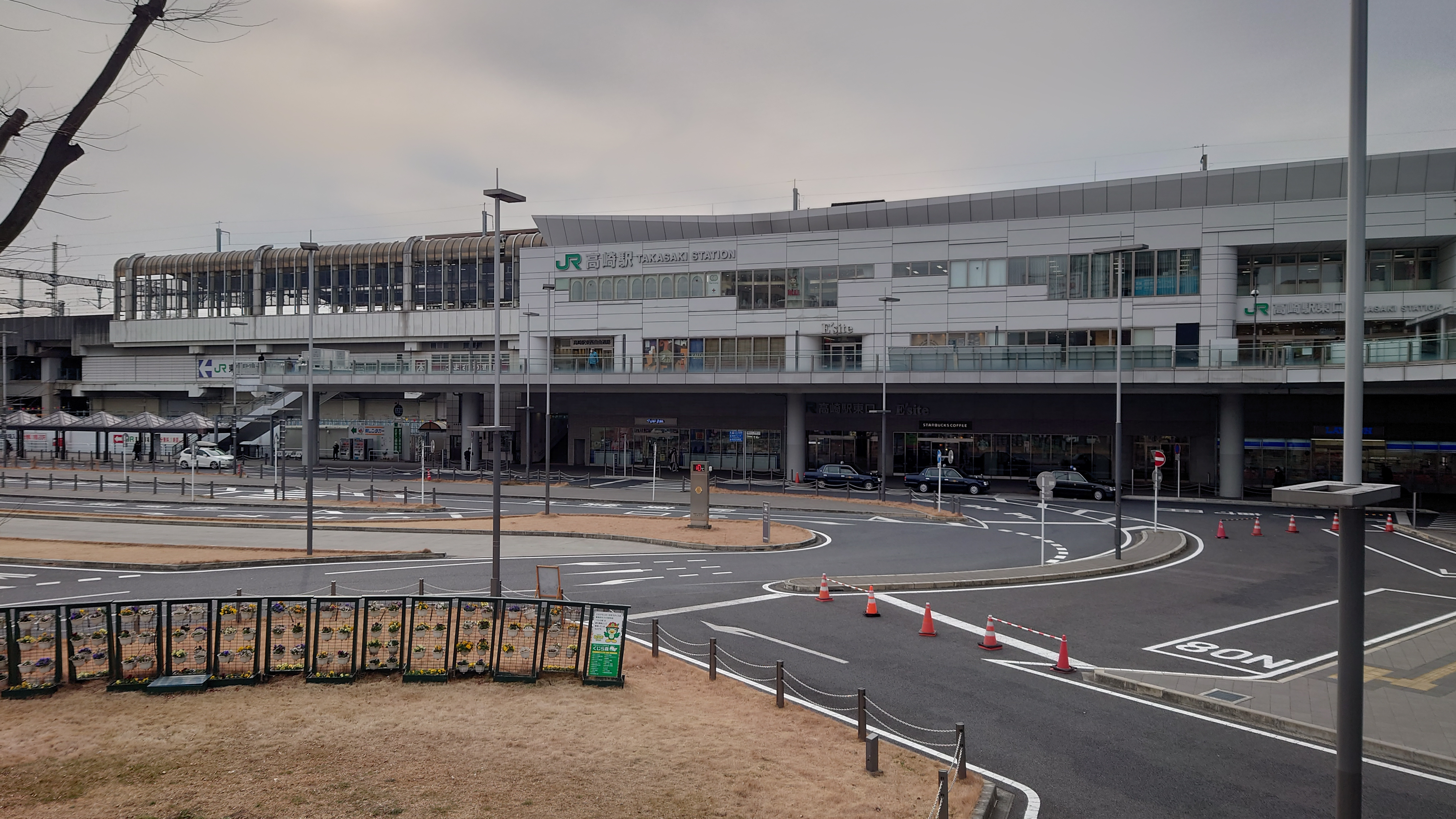
Ostausgang (Januar 2021)

## Linien
| Verlauf der Jōetsu-Shinkansen                                                                                       |
| --- |
| Ōmiya • Kumagaya • Honjō-Waseda • Takasaki • Jōmō-Kōgen • Echigo-Yuzawa • Urasa • Nagaoka • Tsubame-Sanjō • Niigata |

| Verlauf der Hokuriku-Shinkansen |
| --- |
| Takasaki • Annaka-Haruna • Karuizawa • Sakudaira • Ueda • Nagano • Iiyama • Jōetsumyōkō • Itoigawa • Kurobe-Unazukionsen • Toyama • Shin-Takaoka • Kanazawa • Komatsu • Kagaonsen • Awaraonsen • Fukui • Echizen-Takefu • Tsuruga |

| Verlauf der Takasaki-Linie |
| --- |
| Tokyo • Ueno • Oku • Akabane • Urawa • Saitama-Shintoshin • Ōmiya • Miyahara • Ageo • Kita-Ageo • Okegawa • Kitamoto • Kōnosu • Kita-Kōnosu • Fukiage • Gyōda • Kumagaya • Kagohara • Fukaya • Okabe • Honjō • Jimbohara • Shinmachi • Kuragano • Takasaki |

| Verlauf der Shin’etsu-Hauptlinie |
| --- |
| Sektion Takasaki–Yokokawa: Takasaki • Kita-Takasaki • Gumma-Yawata • Annaka • Isobe • Matsuida • Nishi-Matsuida • Yokokawa Sektion Shinonoi–Nagano: Shinonoi • Imai • Kawanakajima • Amori • Nagano Sektion Naoetsu–Niigata: Naoetsu • Kuroi • Saigata • Dosokohama • Katamachi • Jōgehama • Kakizaki • Yoneyama • Kasashima • Ōmigawa • Kujiranami • Kashiwazaki • Ibarame • Yasuda • Kitajō • Echigo-Hirota • Nagatori • Tsukayama • Echigo-Iwatsuka • Raikōji • Maekawa • Miyauchi • Nagaoka • Kita-Nagaoka • Oshikiri • Mitsuke • Obiori • Tōkōji • Sanjō • Higashi-Sanjō • Honai • Kamo • Hanyūda • Tagami • Yashiroda • Furutsu • Niitsu • Satsukino • Ogikawa • Kameda • Echigo-Ishiyama • Niigata |

| Verlauf der Jōetsu-Linie |
| --- |
| Takasaki • Takasakitonyamachi • Ino • Shin-Maebashi • Gumma-Sōja • Yagihara • Shibukawa • Shikishima • Tsukuda • Iwamoto • Numata • Gokan • Kamimoku • Minakami • Yubiso • Doai • Tsuchitaru • Echigo-Nakazato • Iwappara Skiing Ground • Echigo-Yuzawa • Ishiuchi • Ōsawa • Jōetsu International Skiing Ground • Shiozawa • Muikamachi • Itsukamachi • Urasa • Yairo • Koide • Echigo-Horinouchi • Kita-Horinouchi • Echigo-Kawaguchi • Ojiya • Echigo-Takiya • Miyauchi (• Nagaoka) |

| Verlauf der Hachikō-Linie |
| --- |
| Hachiōji • Kita-Hachiōji • Komiya • Haijima • Higashi-Fussa • Hakonegasaki • Kaneko • Higashi-Hannō • Komagawa • Moro • Ogose • Myōkaku • Ogawamachi • Takezawa • Orihara • Yorii • Yōdo • Matsuhisa • Kodama • Tanshō • Gunma-Fujioka • Kita-Fujioka • Kuragano • Takasaki |

| Verlauf der Jōshin-Linie |
| --- |
| Takasaki • Minami-Takasaki • Sanonowatashi • Negoya • Takasaki-Shōka-Daigakumae • Yamana • Nishi-Yamana • Maniwa • Yoshii • Nishi-Yoshii • Jōshū-Niiya • Jōshū-Fukushima • Higashi-Tomioka • Jōshū-Tomioka • Nishi-Tomioka • Jōshū-Nanokaichi • Jōshū-Ichinomiya • Kanohara • Nanjai • Sendaira • Shimonita |

## Geschichte

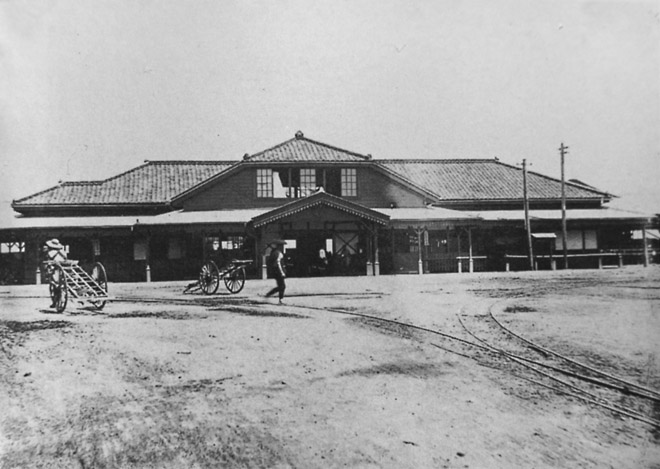
Bahnhof Takasaki (ca. 1900)

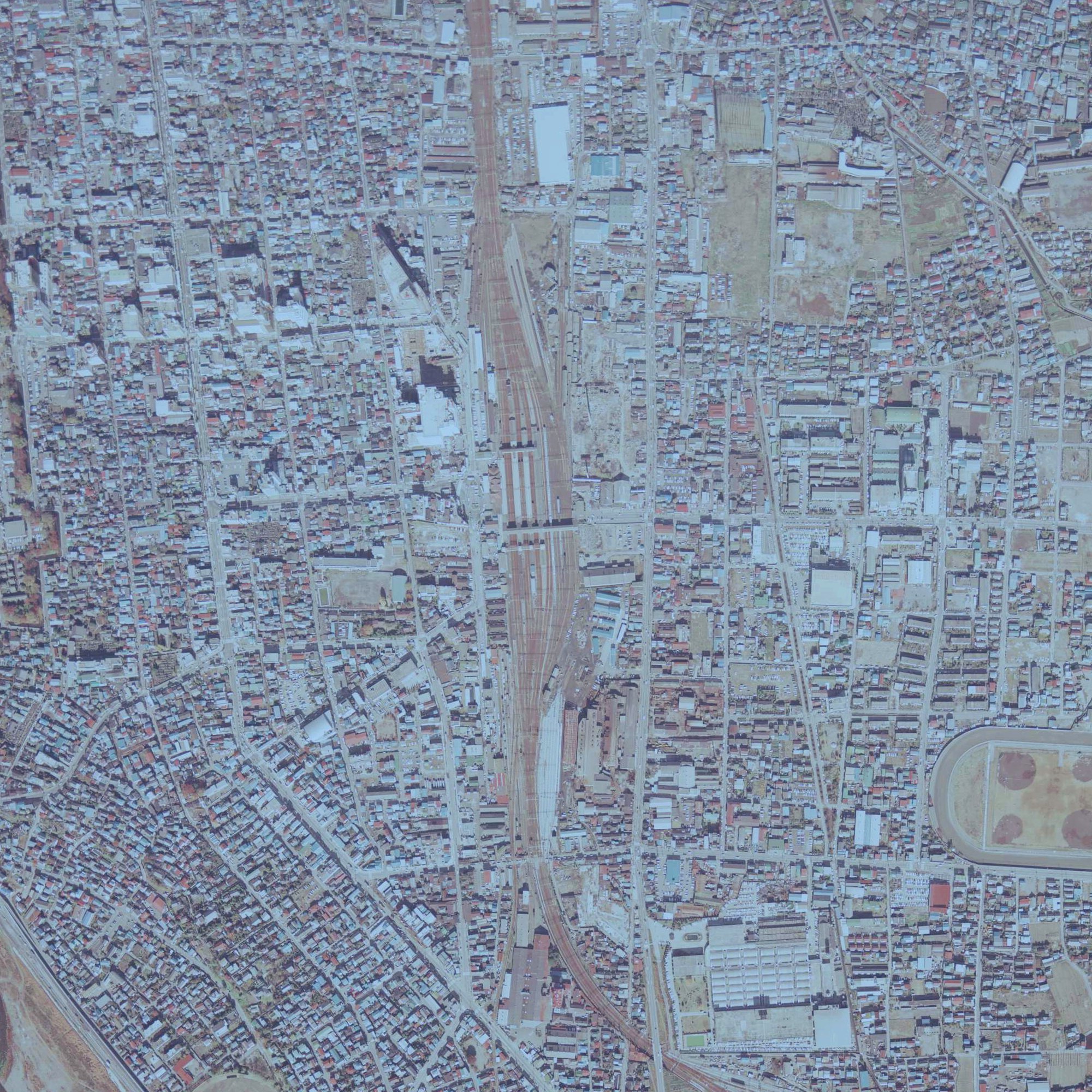
Luftansicht (1975)

Die Nippon Tetsudō, Japans erste private Bahngesellschaft, eröffnete den Bahnhof am 1. Mai 1884, zusammen mit dem von Shinmachi bis hierhin führenden Abschnitt der Takasaki-Linie. Dreieinhalb Monate lang war hier Endstation, bis zur Inbetriebnahme des daran anschließenden Teilstücks nach Maebashi am 20. Dezember 1884. Takasaki wurde zu einem Eisenbahnknoten, als das staatliche Eisenbahnamt (das spätere Eisenbahnministerium) am 15. Oktober den ersten Abschnitt der Shin’etsu-Hauptlinie nach Yokokawa in Betrieb nahm. Am 10. Mai 1897 folgte die Bahngesellschaft Kōzuke Tetsudō (die heutige Jōshin Dentetsu) mit der Eröffnung des von Takasaki nach Jōshū-Fukushima führenden Abschnitts der Jōshin-Linie. Im Jahr 1900 erhielt der Bahnhof ein neues, erweitertes Empfangsgebäude.
Als Folge des vom Japanischen Reichstag beschlossenen Eisenbahnverstaatlichungsgesetzes gingen Strecke und Anlagen der Nippon Tetsudō am 1. November 1906 in staatlichen Besitz über. Ein Jahr später errichtete das Eisenbahnamt erneut einen Neubau des Empfangsgebäudes, der ab 6. Juli 1917 zur Verfügung stand. Zu den bisher zwei Bahnsteigen kam am 23. Mai 1930 ein dritter hinzu und im Oktober 1935 wurde die nördliche Fußgängerbrücke verbreitert. Über ein halbes Jahrhundert lang konnten Fahrgäste den Bahnhof nur von Westen her betreten, bis am 18. November 1946 der neue Osteingang seine Tore öffnete. Mitte der 1960er Jahre nahm die Japanische Staatsbahn einen Umbau der Anlage vor. Am 20. August 1966 ersetzte ein Tunnel den bisherigen niveaugleichen Bahnübergang im Norden und nahm am selben Tag an der Ostseite einen Containerterminal in Betrieb; außerdem stand ab 6. September 1968 ein vierter Bahnsteig zur Verfügung.
Im November 1976 begannen die Bauarbeiten an der Schnellfahrstrecke Jōetsu-Shinkansen von Ōmiya nach Niigata, was den Umbau des bestehenden Bahnhofs erforderte. Ab März 1980 entstanden eine neue zentrale Fußgängerpassage, ein neues Empfangsgebäude sowie zusätzliche Bahnsteige auf dem Viadukt. Um die Arbeiten zu erleichtern, stellte die Staatsbahn am 21. Oktober 1981 den Güterumschlag vollständig ein. Der Neubau des Empfangsgebäudes war am 1. März 1982 fertiggestellt und die Jōetsu-Shinkansen ging ein halbes Jahr später am 15. November in Betrieb. Im Rahmen der Staatsbahnprivatisierung ging der staatliche Teil des Bahnhofs am 1. April 1987 in den Besitz der neuen Gesellschaft JR East über. Zehn Jahre später eröffnete diese am 1. Oktober 1997 den ersten Teil der Hokuriku-Shinkansen von Takasaki nach Nagano. Am 1. Dezember 2001 führte JR East die Shōnan-Shinjuku-Linie ein, im März 2009 wurde die neue Fußgängerbrücke zwischen dem Osteingang und dem Hochhaus Takasaki Tower 21 eröffnet. Seit März 2012 besteht ein direkter Zugang vom westlichen Bahnhofsvorplatz zum Bahnsteig der Jōshin Dentetsu.